# Phare d'Enebærodde
Le phare d'Enebærodde  (en danois : Enebærodde Fyr) est un phare au Danemark. Il est situé à un peu plus de 10 km à l’est d’Otterup sur la pointe d’Enebærodde, un isthme désert de 6 kilomètres de long qui s’étend vers l’est à partir de la côte du nord de la Fionie, à l’embouchure du fjord d’Odense appelé le « Gabet » et en fermant presque l’entrée,,,. Le promontoire mesure 20 mètres de large à son point le plus étroit et jusqu’à 750 m à l’endroit le plus large,. Depuis le point le plus étroit, appelé Drejet, on peut clairement voir la différence de chaque côté du promontoire entre la côte nord-est, vers le Cattégat, et la côte sud-ouest vers les eaux calmes du fjord d’Odense. Le point culminant de la péninsule est à environ 2,30 m au-dessus du niveau de la mer. Depuis le phare, on peut voir Fyns Hoved,,, à l’extrémité de Hindsholm,, Samsø et Endelave.
Le promontoire de 5,5 km de long et 300 hectares est la plus grande zone (et l’une des seules étendues) de lande de Fionie, où se trouvent également de nombreux bosquets de genévriers qui ont donné son nom au promontoire. La zone est protégée, et l’accès n’est possible qu’à pied ou à vélo.

## Historique
Il y a un phare à Enebærodde depuis plusieurs centaines d’années. En 1869, la municipalité d’Odense a mis en place un phare blanc dit « permanent ». En 1881, il a été transformé en un phare d’angle,, qui consistait en un miroir parabolique dans une lanterne hissée sur un poteau.
Le phare actuel a été construit en 1895,,-1896 par le Service des phares de l’époque. Lorsque le Service des phares a repris le phare en 1895, il a construit une tour de béton dans laquelle un appareil à lentille de 4e ordre a été monté. En 1926, un brûleur Blaugas de 2752 candelas a été installé,,.

## Description
Le phare est une élégante tour en béton peinte en blanc, de 14 mètres de haut,,,. Le phare avait à l’origine un escalier extérieur, qui a été remplacé par un escalier intérieur,, permettant d’accéder au sommet du phare. Cependant, les escaliers sont rarement utilisés, car le phare est télécommandé. L’accès au phare lui-même n’est pas autorisé pour le public,.
Le phare est du type à feu clignotant avec un intervalle de clignotement de 5 secondes et des secteurs blanc-rouge-vert (WRG). La focale a une hauteur de 13 mètres. Le phare est complété par deux balises à Lodshuse, de l’autre côté du Gabet,.
À côté du phare se trouve l’ancienne petite maison caractéristique du gardien de phare,,,,, qui se compose d’une maison principale et d’une dépendance séparées par une cour fermée. Elle date de 1870 et a été habitée jusqu’en 1960. Elle a été ensuite vendue et c’est aujourd’hui une propriété privée qui sert de maison de vacances,,,,.

## Tourisme
Le phare est une destination populaire de randonnée. Enebærodde est situé à 18 km au nord d’Odense, et on y accède en voiture par la route 162 en direction d’Otterup et de Bogense. À Otterup, il y a un parking sur la plage d’Enebærodde. Les 6,5 derniers kilomètres se font à pied. La promenade fait donc 12 à 14 km aller et retour. Il y a un fort courant à la pointe d’Enebærodde donc la baignade n’est pas autorisée, mais le phare est un endroit parfait pour un pique-nique à l’abri du vent,, tout en profitant de la vue magnifique sur Hindsholm et en regardant passer les navires de toutes sortes dans le Gabet, large de 400 mètres à cet endroit.
Près du phare se trouvent de petites élévations dans le paysage. Ce sont des redoutes et des remparts datant des guerres contre l’Angleterre au début des années 1800, entre 1807 et 1814, qui faisaient partie de la défense de la côte de Fionie,.